# Buxus microphylla
Buxus microphylla (boj japónico o boj de hojas pequeñas) es una especie de plantas del género Buxus nativa de Japón y de Taiwán.

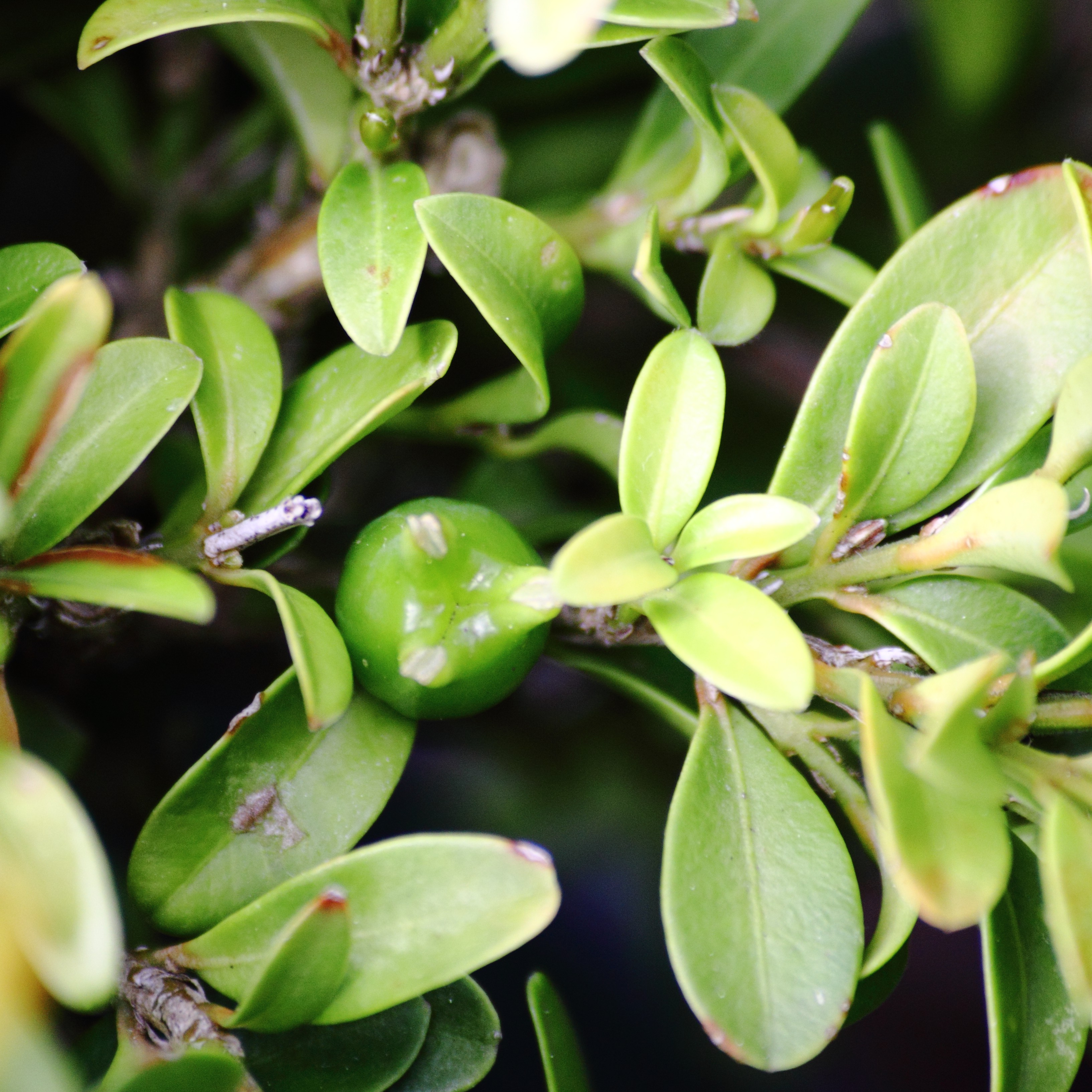
Detalle de hojas y fruto

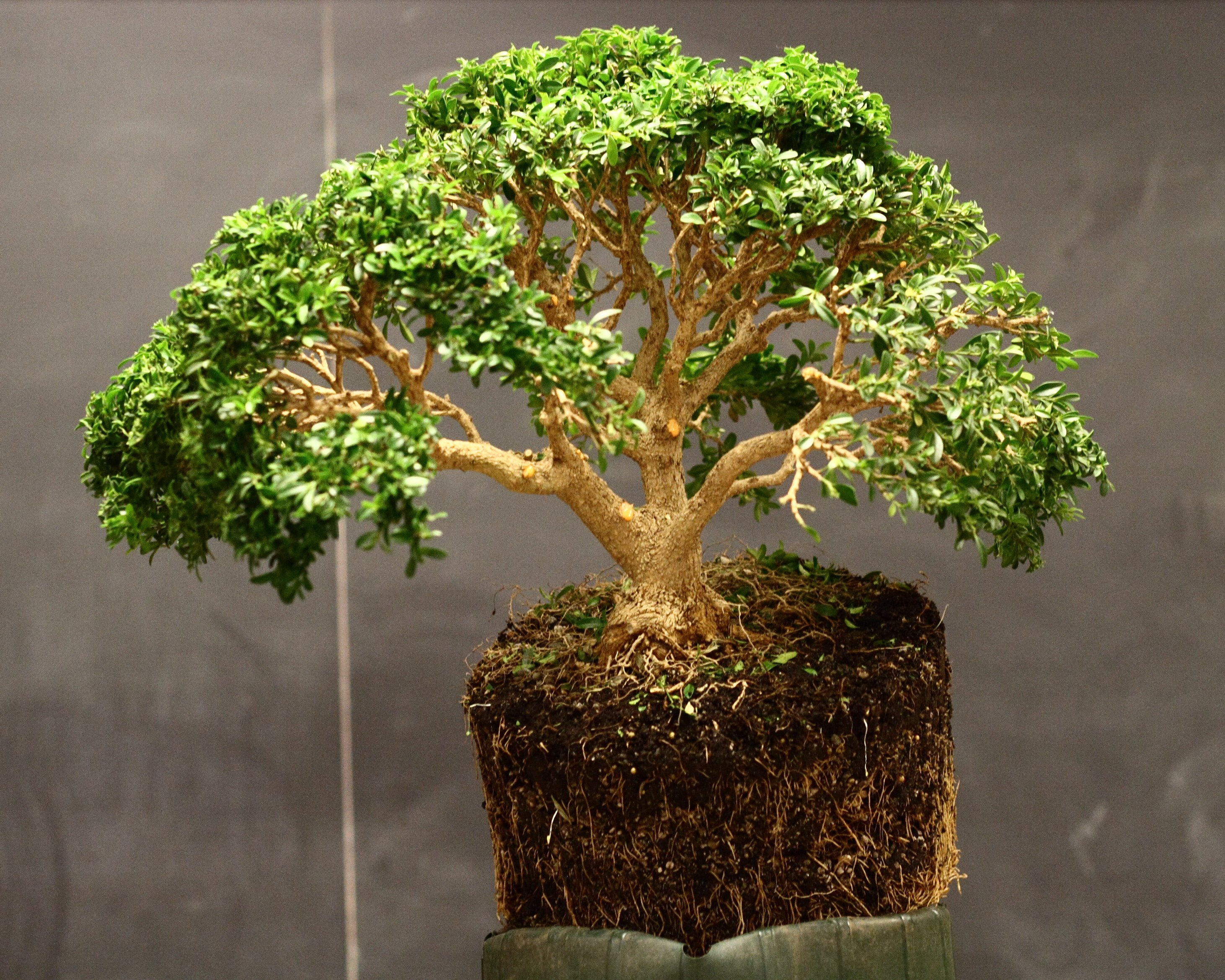
Como bonsái

## Descripción
Es un arbusto perenne o árbol pequeño que suele crecer hasta los 2 o 3 m de alto. Las hojas son de verde brillante, 10–25 mm de largo, de forma oval con la punta redondeada.

## Historia
Las especies fueron primeramente descritas como plantas cultivadas en Japón de origen desconocido; eran arbustos enanos que sólo crecen hasta 1 metro, con hojas pequeñas de menos de 18 mm. Los bojes salvajes de Japón son diferentes, creciendo hasta los 2–3 m con hojas de 25 mm; a veces se distinguen como una variación Buxus microphylla var. japonica (Muell.-Arg.) Rehder & Wilson (syn. B. japonica Muell.-Arg.).
Las plantas de Taiwán se distinguen como Buxus microphylla var. tarokoensis S.Y.Lu & Y.P.Yang.
Las plantas de China y de Corea antiguamente se citaban como Buxus microphylla var. sinica pero ahora se tratan como una especie diferente Buxus sinica.
Se cultiva como una planta ornamental, en regiones temperadas del mundo.

## Taxonomía
Buxus microphylla fue descrita por Siebold y Zuccarini y publicado en Abhandlungen der Mathematisch-Physikalischen Classe der Königlich Bayerischen Akademie der Wissenschaften 4(2): 142. 1845.
Etimología
Buxus: nombre genérico que deriva del griego antiguo bus, latinizado buxus,  buxum que es nombre dado al boj.
microphylla: epíteto latino que significa "con hojas pequeñas".
Variedades
- Buxus microphylla var. japonica
- Buxus microphylla var. microphylla
- Buxus microphylla var. tarokoensis

Sinonimia
- Buxus japonica Müll.Arg.
- Buxus kitashimae Yanagita
- Buxus obcordatavariegata Fortune
- Buxus ovalifolia Siebold ex C.Koch
- Buxus rotundifolia K.Koch
- Buxus sempervirens var. japonica (Müll.Arg.) Makino
- Buxus sempervirens var. microphylla (Siebold & Zucc.) Makino
- Buxus virens Thunb.[10]